# Oktibbeha County
Das Oktibbeha County ist ein County im US-Bundesstaat Mississippi. Das U.S. Census Bureau hat bei der Volkszählung 2020 eine Einwohnerzahl von 51.788 ermittelt.
Der Verwaltungssitz (County Seat) ist Starkville, das nach John Stark, einem Soldaten, benannt wurde.

## Geographie
Das County liegt im mittleren Nordosten von Mississippi, ist im Osten etwa 45 km von Alabama entfernt und hat eine Fläche von 1196 Quadratkilometern, wovon elf Quadratkilometer Wasserfläche sind. Es grenzt an folgende Countys:
| Webster County | Clay County    |                |
| Choctaw County |                | Lowndes County |
|                | Winston County | Noxubee County |

## Geschichte
Das Oktibbeha County wurde am 23. Dezember 1833 aus Teilen des Choctaw-Landes gebildet. Der Name leitet sich von einem indianischen Begriff ab.
24 Bauwerke und Stätten des Countys sind im National Register of Historic Places eingetragen (Stand 2. Februar 2018).

## Demografische Daten

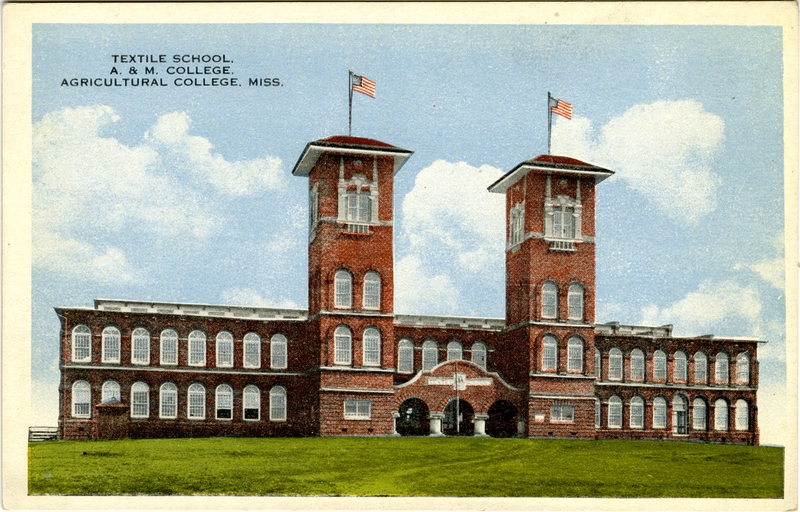
Textile Building, gelistet im NRHP

Alterspyramide des Oktibbeha Countys (Stand: 2000)

Nach den Angaben des United States Census 2000 lebten im Oktibbeha County 42.902 Menschen in 15.945 Haushalten und 9.264 Familien. Die Bevölkerungsdichte betrug 36 Personen pro Quadratkilometer. Ethnisch betrachtet setzte sich die Bevölkerung zusammen aus 58,66 Prozent Weißen, 37,43 Prozent Afroamerikanern, 0,16 Prozent amerikanischen Ureinwohnern, 2,53 Prozent Asiaten, 0,03 Prozent Bewohnern aus dem pazifischen Inselraum und 0,47 Prozent aus anderen ethnischen Gruppen; 0,71 Prozent stammten von zwei oder mehr Ethnien ab. 1,07 Prozent der Bevölkerung waren spanischer oder lateinamerikanischer Abstammung, die verschiedenen der genannten Gruppen angehörten.
Von den 15.945 Haushalten hatten 28,2 Prozent Kinder unter 18 Jahren, die mit ihnen lebten. 39,9 Prozent waren verheiratete, zusammenlebende Paare, 14,8 Prozent waren allein erziehende Mütter und 41,9 Prozent waren keine Familien. 27,7 Prozent aller Haushalte waren Singlehaushalte und in 6,7 Prozent lebten Menschen im Alter von 65 Jahren oder darüber. Die durchschnittliche Haushaltsgröße lag bei 2,42 und die durchschnittliche Familiengröße bei 3,03 Personen.
21,0 Prozent der Bevölkerung war unter 18 Jahre alt, 29,6 Prozent zwischen 18 und 24, 24,8 Prozent zwischen 25 und 44, 16,0 Prozent zwischen 45 und 64 Jahre alt und 8,6 Prozent waren 65 Jahre oder älter. Das Durchschnittsalter betrug 25 Jahre. Auf 100 weibliche kamen statistisch 99,9 männliche Personen und auf 100 Frauen im Alter von 18 Jahren oder darüber kamen 99,2 Männer.

Das durchschnittliche Einkommen eines Haushaltes betrug 24.899 USD, das einer Familie 36.914 USD. Männer hatten ein durchschnittliches Einkommen von 32.162 USD, Frauen 20.622 USD. Das Prokopfeinkommen lag bei 14.998 USD. Etwa 18,0 Prozent der Familien und 28,2 Prozent der Bevölkerung lebten unterhalb der Armutsgrenze.

## Städte und Gemeinden
| - Bradley - Clayton Village - Hickory Grove - Hickory Grove Estates | - Longview - Maben1 - Mississippi State University2 - Oktoc | - Osborn - Sessums - Starkville - Sturgis |

1 – teilweise im Webster County

2 – teilweise auf dem Stadtgebiet von Starkville, teilweise auf gemeindefreiem Gebiet